# Tinodes oyae
Tinodes oyae är en nattsländeart som beskrevs av Füsun Sipahiler 1994. Tinodes oyae ingår i släktet Tinodes och familjen tunnelnattsländor. Inga underarter finns listade i Catalogue of Life.